# Cardado textil

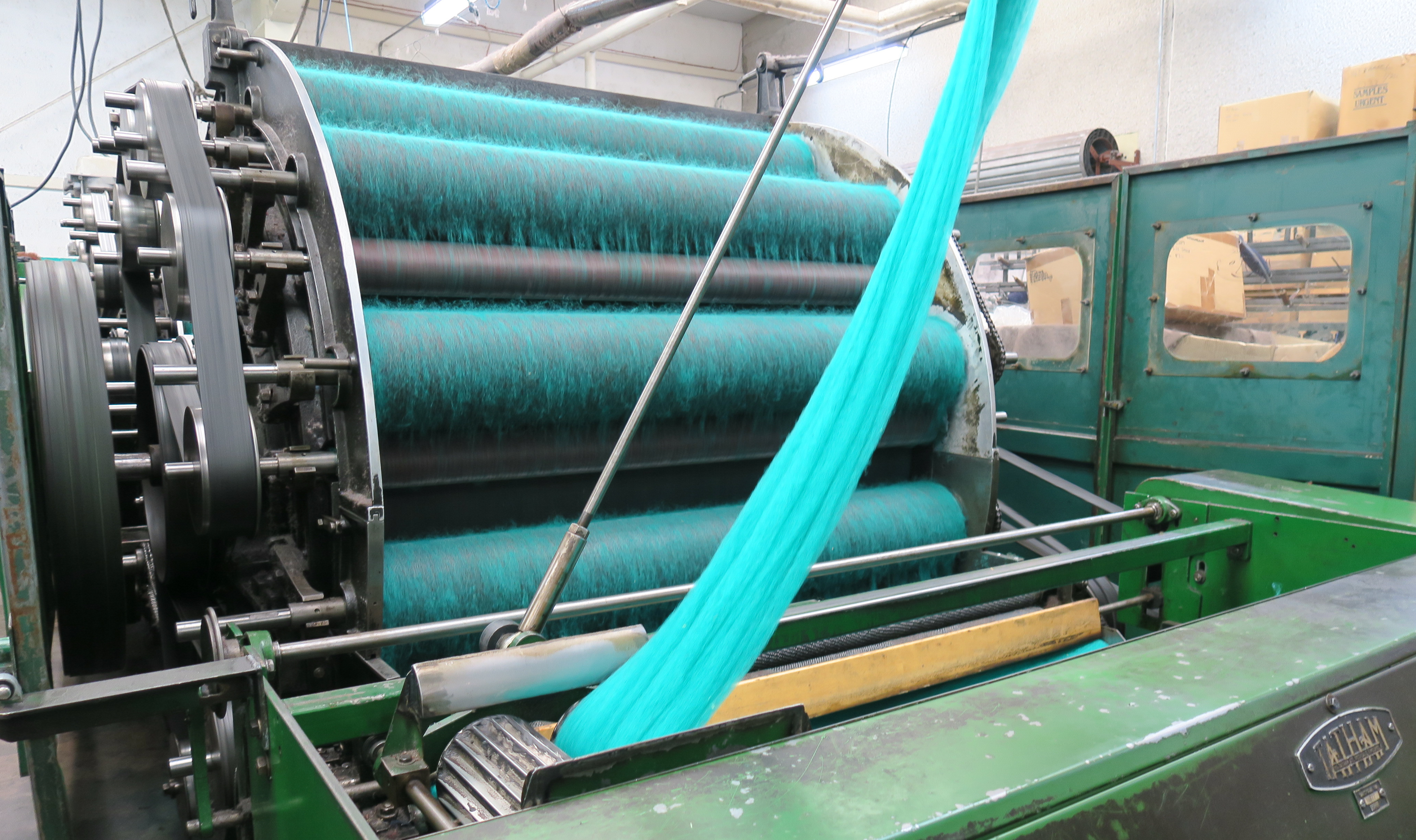
Lana teñida siendo cardada con una máquina cardadora Tatham 1949 en Jamieson Mill, Sandness, Shetland, Escocia.

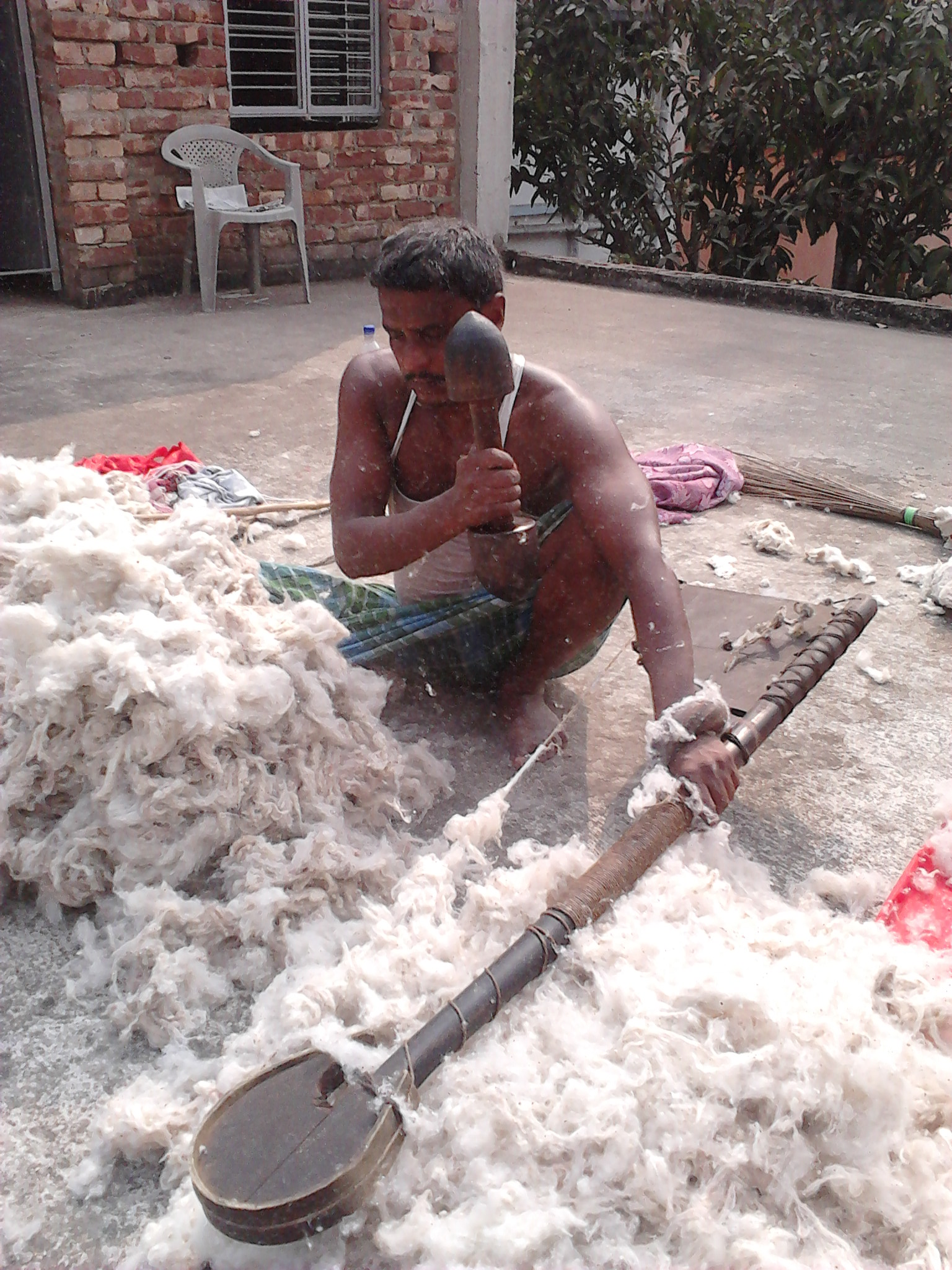
Cardador de algodón (conocido como dhunuri o lep wallah) en Howrah, Kolkata, India.

El cardado textil es un proceso mecánico que desenreda, limpia y entremezcla fibras para producir una red continua apropiada para un procesamiento subsiguiente. Esto se logra al pasar las fibras entre superficies diferencialmente móviles que están cubiertas con guarniciones para cardas. Rompe nudos y marañas desorganizadas de fibra y entonces alinea las fibras individuales para que sean paralelas unas con otras. Al preparar fibra de lana para el hilado, el cardado es el proceso que le sigue al carmenado.
En el proceso textil industrial existe la máquina de cardado tipo diablo que se encarga de que el procedimiento sea automático en grandes producciones.
El término deriva del latín Carduus que significa cardo o carda, debido a que, antes de los avances tecnológicos que desembocaron en el uso de máquinas, cardas hechas a partir de abrojos disecados fueron las primeras en usarse para peinar la lana.

## Procesamiento subsiguiente
Estas fibras ordenadas pueden entonces ser pasadas a otros procesos que son específicos según el uso final de la fibra: hilo, tejido, acolchado, fieltro, hilo para tejer, lana peinada, etc. El cardado también puede usado también para crear mezclas de fibras diferentes o colores diferentes. Cuando se mezclan, el proceso de cardado combina las fibras diferentes para producir un material homogéneo. Las cardadoras industriales también tienen rodillos y sistemas diseñados para remover contaminantes de la lana.
Las máquinas cardadoras son conocidas como cardadoras (son más complejas que una simple herramienta). La herramienta manual se conoce como carda. La fibra puede ser cardada a mano si se desea realizar un hilado manual.